# Fabio Miretti
Fabio Miretti (Pinerolo, Italia, 3 de agosto de 2003) es un futbolista italiano que juega en la demarcación de centrocampista para el Genoa C. F. C. de la Serie A de Italia.

## Trayectoria
Empezó a formarse como futbolista en las filas inferiores de la A. C. Cuneo 1905 y de la Juventus F. C. hasta que finalmente en 2021 subió al primer equipo. Hizo su debut como futbolista el 8 de diciembre de 2021 en un encuentro de la Liga de Campeones de la UEFA contra el Malmö FF en la fase de grupos, donde sustituyó a Rodrigo Bentancur en el minuto 90.
Con el conjunto turinés disputó 75 partidos, en los que anotó dos goles, y en agosto de 2024 fue cedido al Genoa C. F. C. para toda la temporada.

## Selección nacional
El 20 de noviembre de 2022 realizó su debut con la selección de Italia en un amistoso ante Austria que perdieron por dos a cero.

## Estadísticas

### Clubes
Actualizado al último partido disputado el 7 de noviembre de 2024.
| Club                       | Div.          | Temporada     | Liga  | Liga  | Copas nacionales | Copas nacionales | Copas internacionales | Copas internacionales | Total | Total |
| Club                       | Div.          | Temporada     | Part. | Goles | Part.            | Goles            | Part.                 | Goles                 | Part. | Goles |
| -------------------------- | ------------- | ------------- | ----- | ----- | ---------------- | ---------------- | --------------------- | --------------------- | ----- | ----- |
| Juventus Next Gen · Italia | 3.ª           | 2020-21       | 4     | 0     | 2                | 1                | —                     | —                     | 6     | 1     |
| Juventus Next Gen · Italia | 3.ª           | 2021-22       | 26    | 3     | 0                | 0                | —                     | —                     | 26    | 3     |
| Juventus Next Gen · Italia | Total club    | Total club    | 30    | 3     | 2                | 1                | 0                     | 0                     | 32    | 4     |
| Juventus F. C. · Italia    | 1.ª           | 2021-22       | 6     | 0     | 0                | 0                | 1                     | 0                     | 7     | 0     |
| Juventus F. C. · Italia    | 1.ª           | 2022-23       | 27    | 0     | 4                | 0                | 9                     | 0                     | 40    | 0     |
| Juventus F. C. · Italia    | 1.ª           | 2023-24       | 25    | 1     | 3                | 1                | —                     | —                     | 28    | 2     |
| Juventus F. C. · Italia    | Total club    | Total club    | 58    | 1     | 7                | 1                | 10                    | 0                     | 75    | 2     |
| Genoa C. F. C. · Italia    | 1.ª           | 2024-25       | 6     | 0     | 1                | 0                | —                     | —                     | 7     | 0     |
| Genoa C. F. C. · Italia    | Total club    | Total club    | 6     | 0     | 1                | 0                | 0                     | 0                     | 7     | 0     |
| Total carrera              | Total carrera | Total carrera | 94    | 4     | 10               | 2                | 10                    | 0                     | 114   | 6     |

## Palmarés

### Títulos nacionales
| Título      | Club              | País   | Año  |
| ----------- | ----------------- | ------ | ---- |
| Copa Italia | Juventus de Turín | Italia | 2024 |